# カンガバ圏
カンガバ圏（カンガバけん、フランス語：Cercle de Kangaba）は、マリ共和国の地方行政区画でクリコロ州を構成する圏のひとつ。行政の中心地はカンガバにおかれる。下級単位のコミューンは9つあり、2009年の統計で人口は100,720人を数える。
カンガバ圏はクリコロ州南西の位置にありギニアとの国境に接しており、ニジェール川の南端を形成している。カンガバ圏は面積と人口においてクリコロ州最小の圏である。

## コミューン
カンガバ圏には以下のコミューンがある。
- バラン・バカマ（fr:Balan Bakama）
- ベンカジ (カンガバ圏)（fr:Benkadi (Kangaba)）
- カニオゴ（fr:Kaniogo）
- カラン (マリ共和国)（fr:Karan (Mali)）
- マラマンドゥーグー（fr:Maramandougou）
- ミニディアン（fr:Minidian）
- ナレナ（fr:Naréna）
- ヌーガ（fr:Nouga）
- セレフーグー（fr:Séléfougou）